# Patrick Köppchen
Patrick Köppchen (* 21. Juni 1980 in Berlin) ist ein ehemaliger deutscher Eishockeyspieler, der zuletzt bei der Düsseldorfer EG in der Deutschen Eishockey Liga spielte.

## Karriere
Patrick Köppchen begann seine Karriere in seiner Heimatstadt bei den Eisbären Berlin, bei denen er sämtliche Jugendmannschaften durchlief. 1997 wechselte der Verteidiger für ein Jahr in der Junior-A-Liga der nordamerikanischen Nachwuchsliga WHL zu Nepawal Manitoba. Anschließend spielte der Linksschütze ein Jahr für den Braunlager EHC/Harz und zwei Spielzeiten beim TSV Erding. In der Saison 2000/01 war Köppchen per Förderlizenz zudem für die München Barons in der DEL spielberechtigt und erhielt dort erste Einsätze. Ab der Folge-Spielzeit spielte der Abwehrspieler ausschließlich für die Barons und, nach deren Umzug nach Hamburg, für die Hamburg Freezers. Zur Saison 2004/05 unterschrieb Köppchen einen Vertrag beim Ligakonkurrenten Hannover Scorpions. In der Saison 2008/09 erreichte er mit den Scorpions den zweiten Platz im DEB-Pokal sowie den zweiten Platz der regulären Spielzeit in der DEL. Zudem wurde Köppchen von den Fans wieder für das DEL All-Star Game nominiert.

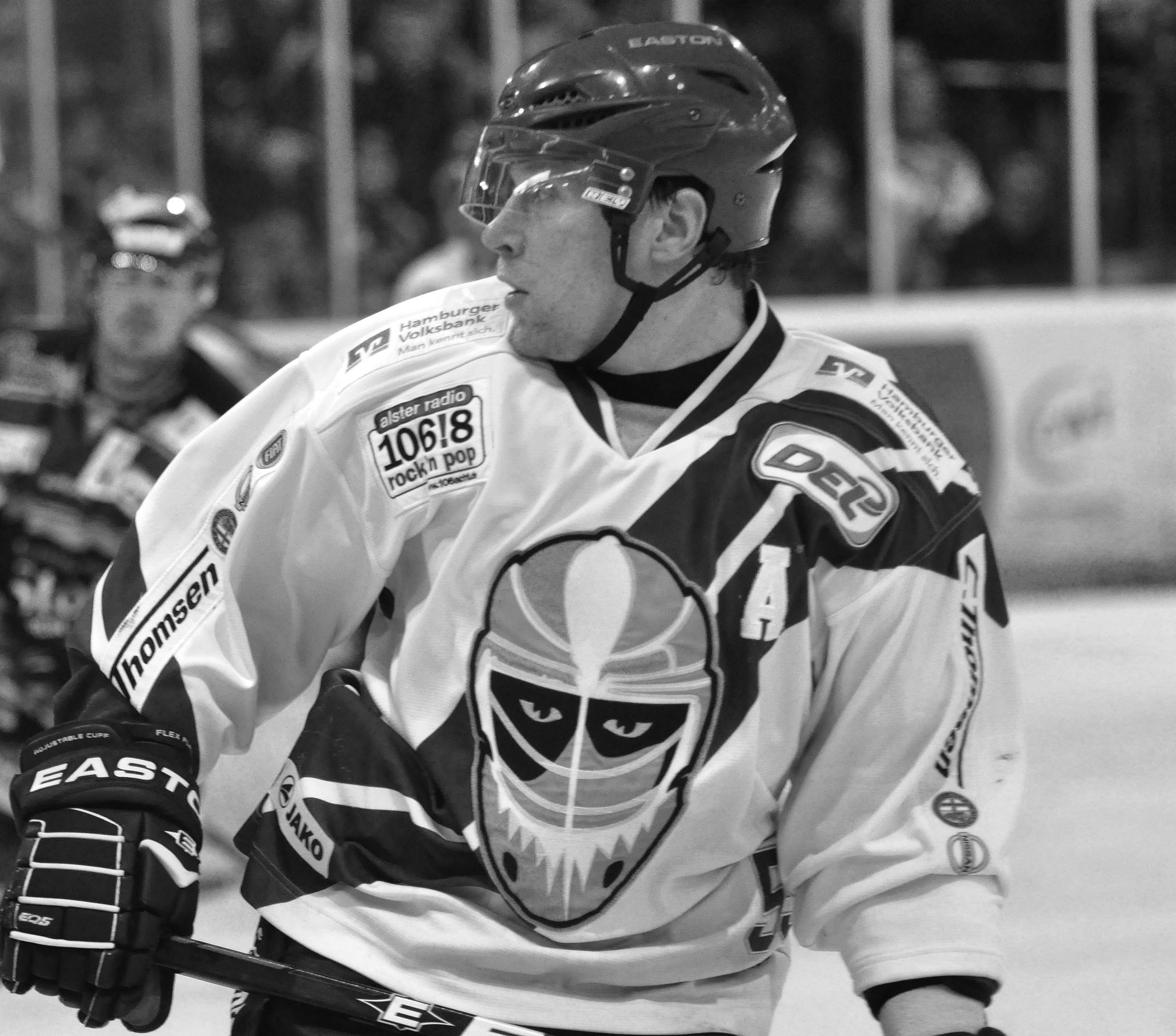
Patrick Köppchen (2012)

Köppchen wurde in der Saison 2009/10 mit den Hannover Scorpions Deutscher Meister. 2011 kehrte er zu den Freezers zurück, für die er bis zum Ende der Saison 2012/13 spielte. Ab der Spielzeit 2013/14 stand er beim ERC Ingolstadt unter Vertrag, mit dem er in der ersten Saison seinen zweiten Meistertitel gewann und MVP der Playoffs gewählt wurde. Weiterhin war er in der Saison 2014/15 Mannschaftskapitän der Panther.
Im Januar 2015 erreichte er als zehnter Spieler die Marke von 800 DEL-Spielen, wobei er ab November 2007 kein Ligaspiel verpasst hatte und im Oktober 2015 seine 500. DEL-Partie in Folge bestritt. Im November 2016 erreichte er als neunter Spieler die Marke von 900 DEL-Spielen.
Im Sommer 2017 trennte sich Köppchen vom ERC und wechselte zu den Nürnberg Ice Tigers. In seiner einzigen Saison bei den Franken erreichte er mit der Mannschaft das Halbfinale der Meisterrunde.
Anfang Mai 2018 verpflichtete die Düsseldorfer EG Köppchen für die Saison 2018/19. Am 27. November 2018 absolvierte er bei der 3:4-Auswärtsniederlage seiner Mannschaft gegen die Fischtown Pinguins Bremerhaven als vierter Spieler nach Mirko Lüdemann, Nikolaus Mondt und Daniel Kreutzer seine 1000. DEL-Partie.
Nach der Saison 2018/19 wurde er an der Schulter operiert und beendete im Februar 2020 seine Karriere.

### Rekorde
Köppchen absolvierte in der Spielzeit 2013/14 insgesamt 73 Spiele. Damit ist er zusammen mit Andreas Renz und Brad Schlegel, die dies in der Spielzeit 2001/02 mit den Kölner Haien schafften, Rekordhalter. Ebenso wie Renz und Schlegel wurde er in dieser Spielzeit auch Deutscher Meister.

### International
Bei der Junioren-Europameisterschaft 1997 gab Köppchen sein Debüt für eine DEB-Auswahl. In den Folgejahren gehörte er stets zum Aufgebot der Junioren-Teams bei großen Turnieren. Für die A-Nationalmannschaft nahm der Verteidiger erstmals 2002 an einer Eishockey-Weltmeisterschaft teil und gehörte seitdem zum erweiterten Kader.

## Erfolge und Auszeichnungen
- 2004 Teilnahme am DEL All-Star Game
- 2005 Teilnahme am DEL All-Star Game
- 2008 Teilnahme am DEL All-Star Game
- 2009 Teilnahme am DEL All-Star Game
- 2010 Deutscher Meister mit den Hannover Scorpions
- 2014 Deutscher Meister mit dem ERC Ingolstadt
- 2014 MVP der DEL-Playoffs

## Karrierestatistik
(Legende zur Spielerstatistik: Sp oder GP = absolvierte Spiele; T oder G = erzielte Tore; V oder A = erzielte Assists; Pkt oder Pts = erzielte Scorerpunkte; SM oder PIM = erhaltene Strafminuten; +/− = Plus/Minus-Bilanz; PP = erzielte Überzahltore; SH = erzielte Unterzahltore; GW = erzielte Siegtore; 1 Play-downs/Relegation; Kursiv: Statistik nicht vollständig)